# Bruck an der Mur (huyện)
Bezirk Bruck an der Mur là một huyện ở bang Styria của Áo.

## Các đô thị
- Aflenz Kurort
- Aflenz Land
  - Döllach, Dörflach, Graßnitz, Jauring, Tutschach
- Breitenau am Hochlantsch
  - Sankt Erhard, Sankt Jakob-Breitenau
- Bruck an der Mur
  - Berndorf, Kaltbach, Pischk, Pischkberg, Übelstein, Wiener Vorstadt
- Etmißl
  - Lonschitz, Oisching
- Frauenberg
  - Graschnitzgraben
- Gußwerk
  - Aschbach, Gollrad, Greith, Wegscheid, Weichselboden
- Halltal
  - Freingraben, Mooshuben, Rechengraben, Schöneben, Walstern
- Kapfenberg
  - Arndorf, Deuchendorf, Diemlach, Einöd, Emberg bei Bruck an der Mur, Emberg bei Kapfenberg, Floning, Hafendorf, Krottendorf, Pötschach,  Sankt Martin, Schörgendorf, Stegg, Winkl
- Mariazell
  - Rasing
- Oberaich
  - Heuberg, Kotzgraben, Mötschlach, Oberdorf, Picheldorf, Sankt Dionysen, Urgental, Utschtal
- Parschlug
  - Göritz, Pogier
- Pernegg an der Mur
  - Gabraun, Kirchdorf, Mautstatt, Mixnitz, Pernegg, Roßgraben, Traföß, Zlatten
- Sankt Ilgen
- Sankt Katharein an der Laming
  - Hüttengraben, Oberdorf, Obertal, Rastal, Untertal
- Sankt Lorenzen im Mürztal
  - Alt-Hadersdorf, Fuscht, Gassing, Lesing, Mödersdorf, Mürzgraben, Nechelheim, Pogusch, Scheuchenegg
- Sankt Marein im Mürztal
  - Graschnitz, Schaldorf, Sonnleiten-Wieden
- Sankt Sebastian
  - Grünau, Thörl, Fölz, Hinterberg (Gemeinde Thörl), Palbersdorf
- Thörl
  - Fölz, Hinterberg, Palbersdorf
- Tragöß
  - Oberort, Pichl-Großdorf, Tal, Unterort
- Turnau
  - Au bei Turnau, Göriach, Seewiesen, Stübming, Thal

| sửa | Thành phố và huyện (Bezirke) của Steiermark | Flag of Austria |
| \| \| Graz Bruck-Mürzzuschlag \\| Deutschlandsberg \\| Graz-Umgebung \\| Hartberg-Fürstenfeld \\| Leibnitz \\| Leoben \\| Liezen \\| Murau \\| Murtal \\| Südoststeiermark \\| Voitsberg \\| Weiz \| | |                 |
| Styria map | Graz Bruck-Mürzzuschlag \| Deutschlandsberg \| Graz-Umgebung \| Hartberg-Fürstenfeld \| Leibnitz \| Leoben \| Liezen \| Murau \| Murtal \| Südoststeiermark \| Voitsberg \| Weiz |                 |